# السياسة العالمية

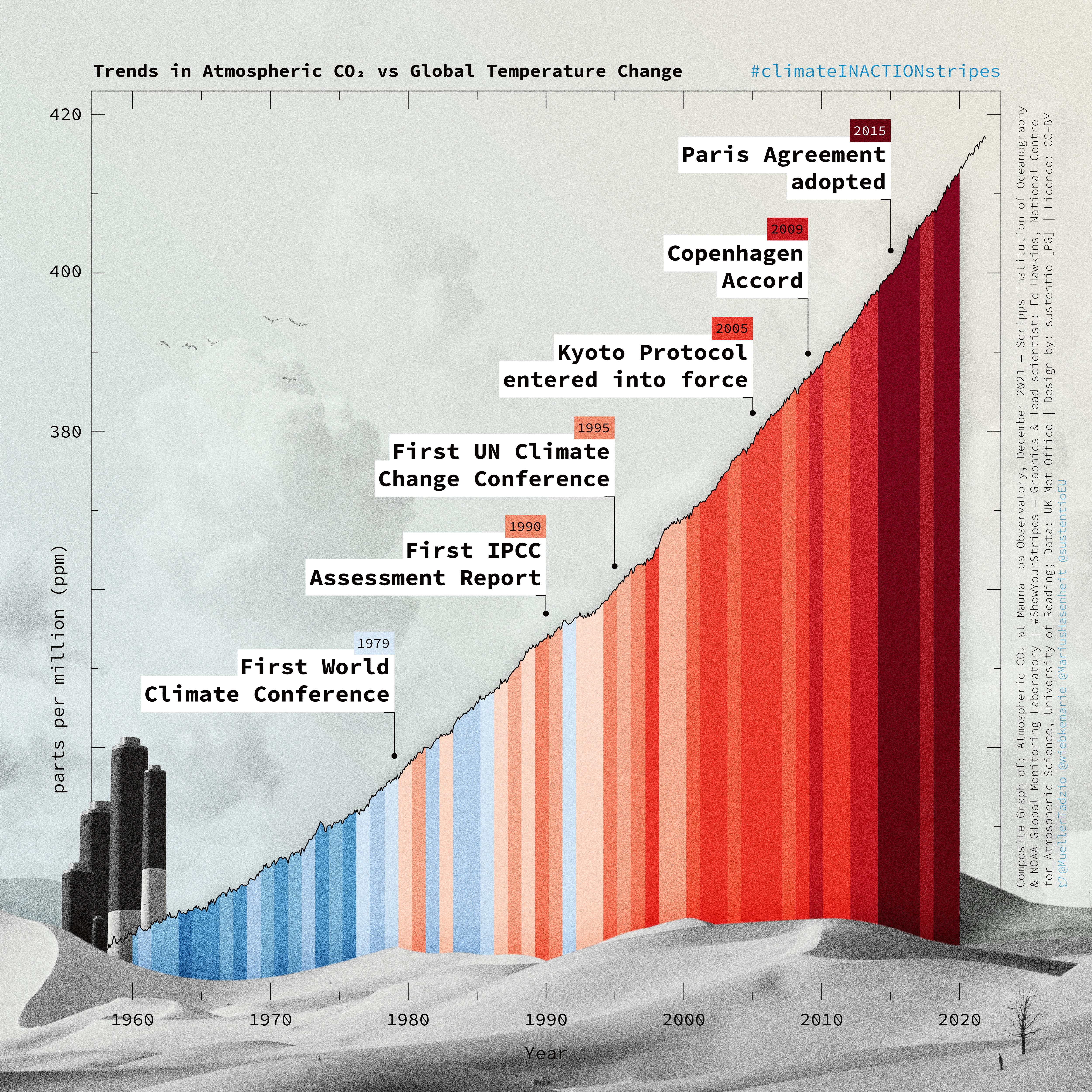
رسم بياني

السياسة العالمية هي الضوابط لكل من العلوم والدراسات التي تشرح النماذج السياسية والاقتصادية حول العالم والتطبيقات العملية لذلك. ويستكشف هذا التخصص العلاقات بين المدن والدول والشركات الدولية والمنظمات غير الحكومية والحكومية الدولية بصفتها جهات فاعلة على المستوى العالمي.  تتضمن النقاشات في هذا المجال المراسيم والقوانين التي تعالج الصراع العرقي والقومي والديموقراطية وسياسات حق تقرير المصير والعولمة وعلاقتها بالديموقراطية إضافة إلى علاقة الاقتصاد السياسي الدولي بالبيئة.
برى البعض السياسية العالمية كجزء من مجال السياسات الدولية (المعروف باسم العلاقات الدولية) والتي لا تتدخل بالسياسات ضمن الحكومة الواحدة.

## وصلات خارجية
- Global Power Barometer
- Center for Global Politics
- Berlin Forum on Global Politics